# Station Europaplads
Station Europaplads is een spoorweghalte in Aarhus in de Deense gemeente Aarhus. Het station ligt aan de lijn Grenaabanen. Europaplads is in 2012 voorlopig gesloten in afwachting van de ombouw van de lijn tot een lightrailverbinding. 